# L'Histoire est une littérature contemporaine
L'Histoire est une littérature contemporaine. Manifeste pour les sciences sociales
L'Histoire est une littérature contemporaine est un ouvrage de l'historien français Ivan Jablonka publié en 2014 aux Éditions du Seuil dans la collection La Librairie du XXIe siècle.
Il défend l’idée qu’il est possible de combiner la création littéraire et la recherche en sciences humaines, sans affaiblir leur méthode ni entrer dans le domaine de la fiction.

## Contenu
L’ouvrage soutient l’idée que l’écriture de l’histoire n’est pas simplement une technique, mais un choix. Selon Jablonka, le chercheur est placé devant une « possibilité d’écriture ». À l’inverse, une « possibilité de connaissance » s’offre à l’écrivain, car la littérature est douée d’une aptitude historique, sociologique et anthropologique (p. 7 de l’édition grand format 2014).
Le livre se divise en trois grandes parties : 
- « La grande séparation », ou comment au XIXe siècle l’histoire académique s’est séparée de la littérature, tournant le dos à l’écriture et au travail sur la langue ;
- « Le raisonnement historique », ou qu'est-ce qui fonde l’histoire comme science sociale (problématique, enquête, sources, fictions de méthode, preuve, comparatisme, visée de vérité...) ;
- « Littérature et sciences sociales », ou comment l’histoire-science sociale est compatible avec la littérature non romanesque (enquête, témoignage, biographie, récit de vie...) -- ce que Jablonka appellera plus tard le "troisième continent"[1].

## Réception
À la sortie du livre, les critiques sont positives. Dans Le Monde, Julie Clarini écrit que cet essai, à la fois « une formidable synthèse et un audacieux manifeste », est « l’un des plus stimulants de la rentrée ». Dans La Croix, Antoine Peillon écrit que le livre « régénère les sciences sociales par leur communion avec la littérature, au nom de la vérité ». Selon Marc Semo de Libération, Jablonka a livré « un manifeste pour l’interpénétration des genres qu’il a déjà pratiquée avec brio » dans Histoire des grands-parents que je n’ai pas eus. Pour l’historien Éric Bédard, « il serait dommage que la voix de Jablonka ne soit pas entendue au Québec ». Dans Sciences humaines, Martine Fournier souligne, à propos de l'ouvrage, que la partition littérature/histoire, « née à l'époque scientiste, (nuit) à la compréhension du passé ».
Mais des critiques négatives se font aussi entendre. Élie Haddad et Vincent Meyzie reconnaissent que le projet de Jablonka est « ambitieux », mais ils regrettent qu’il minore les innovations apportées par l’école des Annales et qu’il sous-estime la part des modèles dans le raisonnement historique. En 2016, à la sortie de Laëtitia ou la fin des hommes, l’historien Philippe Artières déclare que « l’histoire n’est pas une littérature contemporaine ».
À l’occasion de la sortie de son livre, Jablonka dialogue avec Veyne dans Le Monde. Un an plus tard, le livre figure au « palmarès 2015 des livres les plus demandés » à la BNF, entre Dits et écrits de Michel Foucault et Pour une esthétique de la réception de Hans Robert Jauss.
Le livre a été traduit en huit langues, dont l’espagnol,, l’anglais, le grec, le japonais, le chinois et le brésilien.